# Harald Stehr

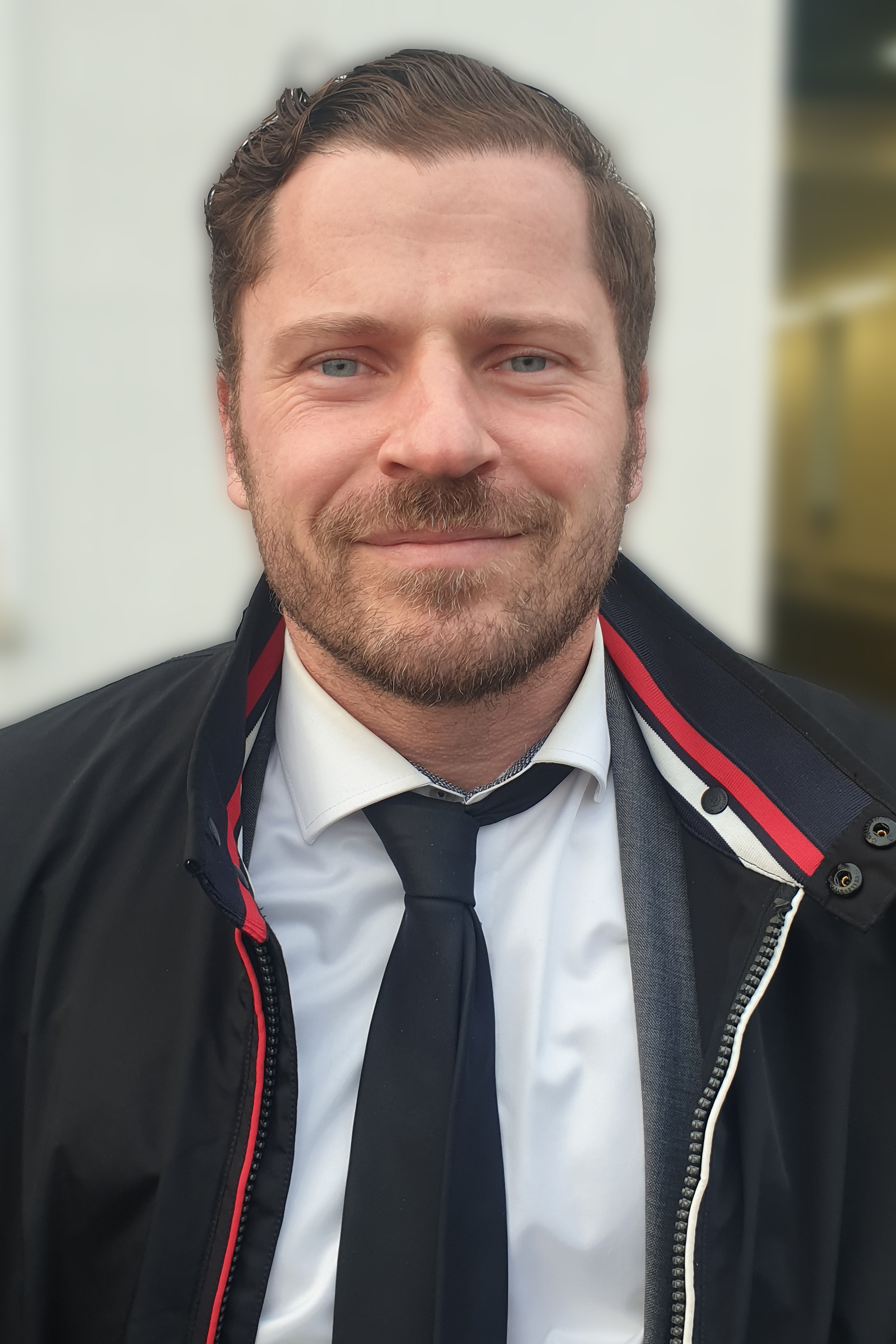
Harald Stehr (2021), deutscher Säbelfechter und Rechtsanwalt.

Harald Stehr (* 30. April 1980) ist ein deutscher Säbelfechter und Rechtsanwalt. Er ficht für die TSG 1873 Eislingen e. V. und gewann mehrere Medaillen auf nationalen und internationalen Turnieren. Seit dem Jahr 2011 ist er als Rechtsanwalt und Strafverteidiger tätig.

## Beruflicher Werdegang
Harald Stehr studierte Rechtswissenschaften an der Juristischen Fakultät der Eberhard Karls Universität Tübingen. Er beendete sein Studium im Jahr 2009 mit dem Ersten juristischen Staatsexamen. Im Anschluss daran leistete er sein Rechtsreferendariat am Landgericht Ulm ab. Nach Abschluss des Zweiten juristischen Staatsexamens wurde Harald Stehr am 14. November 2011 als Rechtsanwalt zugelassen. Sein Kanzleisitz befindet sich in Göppingen.
Seit dem Jahr 2015 ist Harald Stehr Fachanwalt für Strafrecht. Er ist Mitglied des Vereins Pflichtverteidigerbüro e. V. Stuttgart. Als zugelassener Rechtsanwalt ist Stehr darüber hinaus Mitglied der Bundesrechtsanwaltskammer und der Rechtsanwaltskammer Stuttgart. Er hält regelmäßig Vorträge und Fortbildungsveranstaltungen für Rechtsanwälte.
Derzeit verteidigt Harald Stehr einen der Angeklagten in einem umfangreichen Staatsschutzverfahren vor dem 3. Strafsenat des Oberlandesgerichts Stuttgart, das unter höchsten Sicherheitsbedingungen im externen Sitzungssaalgebäude des Oberlandesgerichts in Stuttgart Stammheim stattfindet.

## Sportliche Erfolge
Harald Stehr wurde im Jahr 2000 mit der Junioren-Nationalmannschaft Weltmeister (im Einzel belegte er den 22. Platz). Bei den Junioren-Europameisterschaften 1999 belegte er im Einzel den siebten Platz, außerdem wurde er mit der Mannschaft Vizeweltmeister. Dabei startete er für die TSG Eislingen.
In der Altersklasse der Aktiven belegte Stehr 2003 den 25. Platz bei den Weltmeisterschaften in Havanna. Ein Jahr zuvor erlebte er seinen größten Erfolg: Mit der Nationalmannschaft erfocht er den dritten Platz bei den Weltmeisterschaften 2002 in Lissabon. Seine Teamkollegen waren Dennis Bauer, Michael Herm und Alexander Weber. Im Einzel belegte er den 35. Platz. Auf nationaler Ebene wurde Stehr mehrmals Dritter bei den Deutschen Einzelmeisterschaften (2000, 2002, 2006, 2007). Mit der TSG Eislingen gewann er eine weitere Bronzemedaille bei den Deutschen Mannschaftsmeisterschaften 2008.

## Publikationen (Auswahl)
- DER STRAFVERTEIDIGER – Die gesellschaftlichen Erwartungen an einen Strafverteidiger und die Unterscheidung anhand gängiger Verteidigertypen, in: Festschrift zum 70. Geburtstag von Detlef Burhoff, 2020
- Stehr/Rakow, Verwertbarkeit von Informationen aus EncroChat – die Rechtsprechung der OLG Bremen und Hamburg, StRR 2021, 6